# حور (نمین)
حور روستایی سر سبز و کوهستانی است که در استان اردبیل ، شهرستان نمین ، بخش ویلکیج، دهستان ویلکیج جنوبی قرار دارد همانطور که از نام آن پیداست حور(یعنی بهشت)این روستا به مانند بهشت سرسبز و مکان های دیدنی بسیاری از جمله کوه سنگر، حورا چشمه، سبر چایی، کوئول قاباغی، قیز قلعسی ،حمام تاریخی و جاهای بکر و دیدنی بسیاری دیگر است از لحاظ جغرافیایی روستای حور با روستا هایی همچون روستای رز ، روستای تفیه و  روستای سقزچی همسایه است 
به دلیل این که این روستا در ارتفاع قرار دارد یکی از ایستگاه های ارتباطی صدا و سیمای استان اردبیل نیز در کوه سنگر که به دکل نیز معروف است بنا نهاده شده است
از لحاظ آب و هوایی روستای حور بدلیل همسایه بودن با استان گیلان آب و هوایی مشابه این استان نیز دارد در فصل بهار این روستا هوایی خنک و مطلوبی داشته که در کنار طبیعت تماشایی آن مکان خوبی برای گردشگران و مسافران میباشد
شغل اصلی اکثر مردم این روستا کشاورزی و دامپروری است 
همچنین این روستا به مهد گیلاس نیز معروف است اکثر باغات این روستا باغ گیلاس و آلبالو است و در اواخر خرداد ماه این میوه در بازار این روستا خرید و فروش میشود ازآ نجایی که گیلاس و آلبالو میوه های پرطرفداری هستند سالانه گردشگران زیادی از شهرستان های دیگر برای خرید این میوه به حور مسافرت میکنند 
حمام تاریخی حور یکی از قدیمی ترین بنا هایی است که در این روستا وجود دارد و داری قدمت زیادی است
سنگ نوشت در ورودی این حمام قدیمی متاسفانه به سرقت رفته است 
روستای حور داری قدمتی بیش از ۲۰۰۰ سال است و طبق اعلام کارشناسان و محققان این روستا دارای زبانی محلی به نام حوریایی بوده است که به زبان تالشی هم صحبت میکردند که به مرور زمان از بین رفته است و تنها ۴۰ درصد از این زبان باقی مانده است.

## جمعیت
بر اساس سرشماری سال ۱۳۹۵ جمعیت این روستا ۳۴۱۵ نفر با ۹۵۰ خانوار بوده‌است.
اما بیشتر جمعیت روستا، در پاییز و زمستان برای کار به سایر شهر ها از جمله مازندران میروند.طبق گفته های دهیاری حور در فصل بهار جمعیت روستای حور به بالای 10 هزار نفر نیز میرسد.